# 祖母サベッラ
『祖母サベッラ』（そぼサベッラ、La nonna Sabella）は、パスクァーレ・フェスタ・カンパニーレによるイタリアの小説であり、同作を原作とし1957年製作・公開、ディーノ・リージ監督のイタリア・フランス合作映画である。イタリア式コメディの1作。

## 略歴・概要
パスクァーレ・フェスタ・カンパニーレの自伝的要素の強い小説は、1957年にイタリアで出版され、現在も版を重ねている。
同作を原作とした同名の映画『祖母サベッラ』は、同年、イタリアの映画会社ティタヌス、フランスのイギリス系映画会社フランコ・ロンドン・フィルムが製作、配給して同年公開した。同年のサン・セバスティアン国際映画祭に出品され、金の貝殻賞を受賞した。
日本では、原作小説の翻訳は出版されておらず、映画も劇場公開されておらず、2011年1月現在、DVD等のビデオグラムも発売されていない。

## スタッフ
- プロデューサー : シルヴィオ・クレメンテッリ
- 監督 : ディーノ・リージ
- 原作 : パスクァーレ・フェスタ・カンパニーレ
- 脚本 : パスクァーレ・フェスタ・カンパニーレ、マッシモ・フランチオーザ、エットーレ・ジャンニーニ （Ettore Giannini [5]）、ディーノ・リージ
- 撮影 : トニーノ・デリ・コリ
- 美術 : ピエロ・フィリッポーネ（イタリア語版）
- 衣裳 : ベニ・モントレゾール
- 編集 : マリオ・セランドレイ（イタリア語版）
- 音楽 : ミケーレ・コッツォーリ（イタリア語版） [6]

## キャスト
クレジット順
- ティナ・ピカ（イタリア語版） - サベッラばあさん
- ペッピーノ・デ・フィリッポ（イタリア語版） - エミーリオ
- シルヴァ・コシナ - ルチア
- レナート・サルヴァトーリ - ラッファエーレ・リッツッロ
- ロッセッラ・コーモ（イタリア語版） - エヴェリーナ・マンクーゾ
- パオロ・ストッパ（イタリア語版） - 法律家エミーリオ・マンクーゾ
- ドロレス・パルンボ（イタリア語版） - カルメリーナ
- レナート・ラシェル（イタリア語版） - ドン・グレゴリオ
- ミーモ・ビッリ（イタリア語版） - エウゼビオ
- アニェーゼ・デ・アンジェリス Agnese De Angelis [7] - リッツッロ夫人
- マリオ・アンブロジーノ（イタリア語版）

アルファベット順
- マーラ・マリル （Mara Ombra 名義、Mara Maryl [8]）
- ジーナ・マシェッティ（イタリア語版）
- リアーナ・フェッリ （Liana Ferri [9]）
- エウジェニオ・ガラディーニ （Eugenio Galadini [10]）
- ゴレッラ・ゴーリ （Gorella Gori [11]）
- エドアルド・グェッレーラ （Edoardo Guerrera [12]）
- ファウスト・グェルツォーニ（イタリア語版）
- ニーノ・ヴィンジェッリ（英語版）

ノンクレジット
- リタ・トスカーノ （Rita Toscano [13]）

## 関連事項
- イタリア式コメディ
- 姪サベッラ （it:La nipote Sabella）

## 註
1. 1 2 3 4  La nonna Sabella, インターネット・ムービー・データベース （英語）, 2011年1月20日閲覧。
2. ↑  Nonna Sabella, allmovie （英語）, 2011年1月20日閲覧。
3. ↑  ディーノ・リージ、キネマ旬報映画データベース、2011年1月20日閲覧。
4. ↑  ディノ・リージ、allcinema ONLINE, 2011年1月20日閲覧。
5. ↑  Ettore Giannini - IMDb（英語）, 2011年1月20日閲覧。
6. ↑  Michele Cozzoli - IMDb（英語）, 2011年1月20日閲覧。
7. ↑  Agnese De Angelis - IMDb（英語）, 2011年1月20日閲覧。
8. ↑  Mara Maryl - IMDb（英語）, 2011年1月20日閲覧。
9. ↑  Liana Ferri - IMDb（英語）, 2011年1月20日閲覧。
10. ↑  Eugenio Galadini - IMDb（英語）, 2011年1月20日閲覧。
11. ↑  Gorella Gori - IMDb（英語）, 2011年1月20日閲覧。
12. ↑  Edoardo Guerrera - IMDb（英語）, 2011年1月20日閲覧。
13. ↑  Rita Toscano - IMDb（英語）, 2011年1月20日閲覧。